# Commelina ascendens
Commelina ascendens är en himmelsblomsväxtart som beskrevs av John Kenneth Morton. Commelina ascendens ingår i släktet himmelsblommor, och familjen himmelsblomsväxter. Inga underarter finns listade.